# Tauá (argila)
Tauá ou taguá é uma argila tingida por óxido de ferro, encontrada em terrenos erodidos por água corrente.